# Sebastian megye
Sebastian megye az Amerikai Egyesült Államokban, azon belül Arkansas államban található. Megyeszékhelye Fort Smith és Greenwood. Lakosainak száma 127 799 fő (2020. április 1.). Sebastian megye Crawford, Franklin, Logan, Scott, Le Flore és Sequoyah megyékkel határos.

## Népesség
A megye népességének változása:
| Lakosok száma | 125 837 | 126 983 | 127 404 | 127 342 | 127 780 | 127 799 |
|               | 2010    | 2011    | 2012    | 2013    | 2015    | 2020    |